# Sari Jörgensen
Sari Anna Jörgensen (Radelfingen, 25 de julio de 1980) es una deportista suiza que compitió en ciclismo de montaña en la disciplina de descenso. Ganó una medalla de bronce en el Campeonato Mundial de Ciclismo de Montaña de 1999.

## Medallero internacional
| Campeonato Mundial | Campeonato Mundial | Campeonato Mundial | Campeonato Mundial |
| Año                | Lugar              | Medalla            | Competición        |
| ------------------ | ------------------ | ------------------ | ------------------ |
| 1999               | Åre (Suecia)       | Medalla de bronce  | Descenso           |